# Noi due sconosciuti (film 2007)
Noi due sconosciuti (Things We Lost in the Fire) è un film del 2007 diretto da Susanne Bier. Presentato alla Festa Internazionale di Roma 2007, inizialmente il film doveva essere distribuito dalla Universal Pictures per il mercato home video con il titolo Oltre il fuoco, ma in seguito si è deciso per la classica distribuzione nelle sale, avvenuta il 12 giugno 2008 per mezzo di Teodora Film.

## Trama
Audrey è sposata da undici anni con Brian e conduce una vita agiata, ma improvvisamente il marito muore dopo aver tentato di difendere una donna da un'aggressione. Rimasta sola con due figli, Audrey deve affrontare il terribile dolore della perdita, così decide di accogliere in casa sua Jerry, amico del marito con problemi di tossicodipendenza. I due instaureranno un rapporto che li costringerà ad unire i propri dolori, aiutandosi a vicenda per dare una svolta alle loro vite, alla difficile ricerca della felicità.